# هاريسون ريد
هاريسون ريد (بالإنجليزية: Harrison Reed)‏ (27 يناير 1995 المملكة المتحدة - ) هو لاعب كرة قدم بريطاني يلعب كلاعب وسط.

## روابط خارجية
- هاريسون ريد على موقع الاتحاد الأوربي (الإنجليزية)
- هاريسون ريد على موقع قاعدة بيانات كرة القدم.إي يو (الإنجليزية)
- هاريسون ريد على موقع Soccerbase.com (لاعب) (الإنجليزية)
- هاريسون ريد على موقع Soccerway.com (الإنجليزية)
- هاريسون ريد على موقع عالم كرة القدم.نت (الإنجليزية)
- هاريسون ريد على موقع AS.com (الإسبانية)